# Мідв'ю
Мідв'ю (англ. Meadview) — переписна місцевість (CDP) в США, в окрузі Могаве штату Аризона. Населення — 1420 осіб (2020).

## Географія
Мідв'ю розташований за координатами 35°57′11″ пн. ш. 114°4′44″ зх. д. / 35.95306° пн. ш. 114.07889° зх. д. (35.953156, -114.078871). За даними Бюро перепису населення США в 2010 році переписна місцевість мала площу 80,39 км², уся площа — суходіл.

### Клімат
| Клімат : Мідв'ю          | Клімат : Мідв'ю | Клімат : Мідв'ю | Клімат : Мідв'ю | Клімат : Мідв'ю | Клімат : Мідв'ю | Клімат : Мідв'ю | Клімат : Мідв'ю | Клімат : Мідв'ю | Клімат : Мідв'ю | Клімат : Мідв'ю | Клімат : Мідв'ю | Клімат : Мідв'ю | Клімат : Мідв'ю |
| Показник                 | Січ.            | Лют.            | Бер.            | Квіт.           | Трав.           | Черв.           | Лип.            | Серп.           | Вер.            | Жовт.           | Лист.           | Груд.           | Рік             |
| Середній максимум, °C    | 13,3            | 15,0            | 19,4            | 25,0            | 30,6            | 36,7            | 38,9            | 37,8            | 33,9            | 26,1            | 18,3            | 12,8            | 25,7            |
| Середній мінімум, °C     | 0,6             | 2,2             | 5,0             | 9,4             | 15,6            | 21,1            | 24,4            | 23,3            | 18,3            | 11,1            | 5,0             | 0,6             | 11,4            |
| ------------------------ | --------------- | --------------- | --------------- | --------------- | --------------- | --------------- | --------------- | --------------- | --------------- | --------------- | --------------- | --------------- | --------------- |
| Джерело: US Climate Data |                 |                 |                 |                 |                 |                 |                 |                 |                 |                 |                 |                 |                 |

## Демографія
Згідно з переписом 2010 року, у переписній місцевості мешкали 1224 особи в 656 домогосподарствах у складі 400 родин. Густота населення становила 15 осіб/км². Було 1373 помешкання (17/км²).
Расовий склад населення:
| - 92,8 % — білих - 1,3 % — корінних американців - 1,0 % — азіатів - 0,7 % — чорних або афроамериканців - 0,1 % — вихідців з тихоокеанських островів - 2,0 % — осіб інших рас |

До двох чи більше рас належало 2,2 %. Частка іспаномовних становила 4,9 % від усіх жителів.
За віковим діапазоном населення розподілялося таким чином: 7,0 % — особи молодші 18 років, 49,0 % — особи у віці 18—64 років, 44,0 % — особи у віці 65 років та старші. Медіана віку мешканця становила 63,2 року. На 100 осіб жіночої статі у переписній місцевості припадало 113,6 чоловіків; на 100 жінок у віці від 18 років та старших — 116,8 чоловіків також старших 18 років.
Середній дохід на одне домашнє господарство становив 32 286 доларів США (медіана — 25 364), а середній дохід на одну сім'ю — 39 202 долари (медіана — 26 979).
Цивільне працевлаштоване населення становило 155 осіб. Основні галузі зайнятості: роздрібна торгівля — 42,6 %, освіта, охорона здоров'я та соціальна допомога — 8,4 %, транспорт — 7,7 %, публічна адміністрація — 7,7 %.